# Invasión israelí de Siria (2024-presente)
La invasión israelí de Siria comenzó el 8 de diciembre de 2024, durante la caída de Damasco y del gobierno de Ásad. Aprovechando el vacío de poder en Siria, unidades blindadas israelíes avanzaron hacia la zona de amortiguación de la Fuerza de las Naciones Unidas de Observación de la Separación entre Siria y los Altos del Golán ocupados por Israel y atacaron la zona rural central de la provincia de Quneitra con fuego de artillería. La operación marcó la primera vez en 50 años que las fuerzas israelíes cruzaban la valla fronteriza siria, tras los acuerdos de alto el fuego del 31 de mayo de 1974 tras la guerra de Yom Kipur.
En paralelo, la aviación israelí destruyó mediante al menos 350 bombardeos a todos los aviones de la fuerza aérea siria, a quince navíos de la marina siria y todos los arsenales de armas estratégicas del ejército sirio, según la versión israelí para evitar que ante el vacío de poder este armamento caiga en manos del ISIS.
Inicialmente, el gobierno israelí justificó sus bombardeos de artillería afirmando que estaban ayudando a los cascos azules de la ONU a repeler un ataque. El primer ministro israelí, Benjamín Netanyahu, declaró más tarde que consideraba caduco el acuerdo fronterizo de 1974 con Siria y que había ordenado a las Fuerzas de Defensa de Israel (FDI) que tomaran temporalmente la Línea Púrpura, de la que las FDI se habían retirado en 1974, hasta que se llegara a un acuerdo con el nuevo gobierno en Siria. El comunicado de prensa en inglés decía que se trataba de una medida «temporal» mientras que la versión en hebreo omitía dicha palabra. El 10 de diciembre, el gobierno israelí anunció que establecería una «zona estéril de defensa» en la zona de Siria limítrofe con los altos del Golán. El presidente interino sirio Abu Mohamed al-Golani criticó las acciones de Israel, diciendo que no pueden «justificar sus recientes acciones en Siria», pero también afirmó que su país «no estaba en posición de verse arrastrado a un nuevo conflicto».
El 25 de febrero de 2025, Israel intensificó su invasión del sur de Siria al llevar a cabo una ola de ataques aéreos allí y en Damasco, un día después de exigir al gobierno de transición sirio que desmilitarizara el sur de Siria. Desde entonces las fuerzas israelíes han ocupado «por tiempo indefinido» la zona desmilitarizada acordada en el alto el fuego de 1974 entre Israel y Siria, que Israel considera nula tras la caída del expresidente sirio y han instalado hasta nueve bases militares en la región.

## Antecedentes

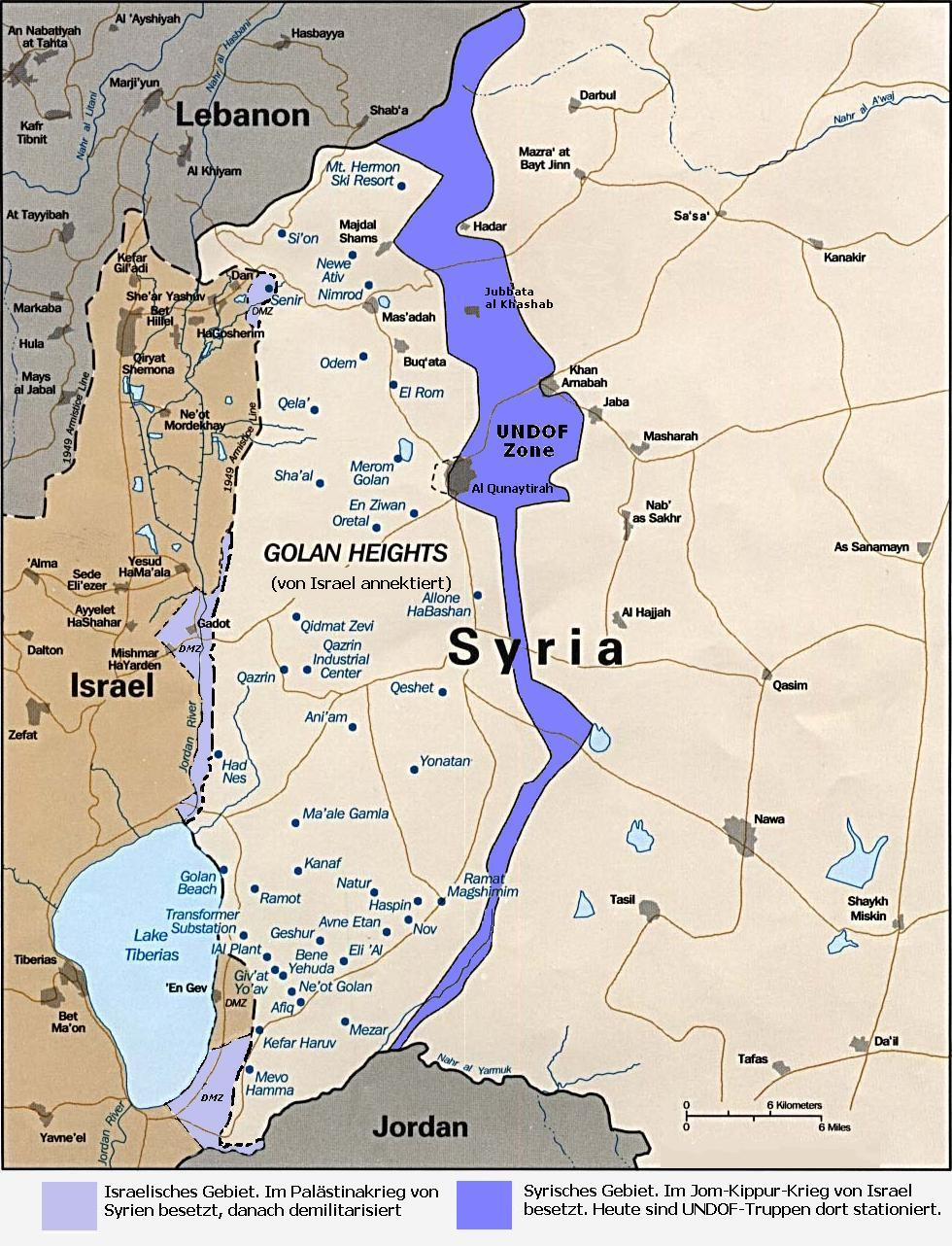
Mapa de la zona de la FNUOS (en violeta)

Desde la guerra de los Seis Días en 1967, Israel ha ocupado la mayor parte de la región de los Altos del Golán en Siria. Después de la guerra de Yom Kipur en 1973, Israel y Siria acordaron un alto el fuego que creó la Fuerza de las Naciones Unidas de Observación de la Separación (FNUOS), que mantiene una pequeña zona de amortiguación entre los dos países. En 1981, Israel se anexionó ilegalmente los Altos del Golán una medida condenada por las Naciones Unidas y no reconocida por ningún país excepto Estados Unidos. Durante su anexión, Israel ha promovido activamente el asentamiento israelí en los Altos, lo que se considera un crimen de guerra según el derecho internacional.
En noviembre de 2024, las Naciones Unidas acusaron a Israel de violar el Acuerdo de Separación de 1974 en noviembre con trabajos de ingeniería y el envío de tanques de batalla dentro de la zona desmilitarizada. La FNUOS declaró que había «contactado repetidamente con las FDI para protestar por la construcción». Israel respondió que estaba «trabajando para establecer una barrera en territorio israelí exclusivamente con el fin de frustrar una posible invasión terrorista y proteger la seguridad de las fronteras de Israel», y que «los funcionarios israelíes y de las FDI mantienen un estrecho contacto con funcionarios de la ONU que están familiarizados con las amenazas en la región».
En diciembre de 2024, la oposición siria lanzó una gran ofensiva contra el régimen sirio liderado por Bashar al-Ásad. Tras la caída del régimen de Ásad, el ministro israelí de Asuntos de la Diáspora y Lucha contra el Antisemitismo, Amichai Chikli, expresó su aprensión por la agitación política de las fuerzas de oposición al gobierno sirio, afirmando que: «La mayor parte de Siria está ahora bajo el control de Al Qaeda y Daesh». Imploró a Israel que reforzase su línea defensiva en el Monte Hermón en los Altos del Golán ocupados por Israel sobre la base de las fronteras de 1974 para evitar posibles ataques del nuevo régimen.
El colectivo de líderes de la comunidad drusa en Siria condenó la invasión. El recién formado Consejo Militar de Suwayda declaró su compromiso con la integración en el Ejército sirio, pero manifestó su apoyo a la desmilitarización del sur de Siria. Las Fuerzas Sheikh al-Karama, organización militar drusa afiliada al ELS, condenaron la invasión como una violación de la soberanía de Siria y declararon que colaborarían con las fuerzas de la oposición. Las Fuerzas Sheikh al-Karama emitieron una declaración conjunta con la Brigada Al-Jabal en enero de 2025, enfatizando su disposición a integrarse en un «cuerpo militar» unido en el sur de Siria.

## Objetivos israelíes
El 9 de diciembre de 2024, el ministro de Defensa israelí, Israel Katz, emitió órdenes sobre objetivos militares en el sur de Siria. Las FDI recibieron del ministro cuatro objetivos estratégicos principales que debían cumplirse «en el plazo inmediato»:
1. Asegurar el control completo sobre la zona de amortiguación y otras posiciones estratégicas cercanas en Siria.
2. Establecer una zona de seguridad que se extienda más allá de la zona de amortiguación, centrándose en la eliminación de todo el armamento pesado y la infraestructura terrorista que puedan suponer una amenaza para Israel, estableciendo al mismo tiempo contacto con las comunidades drusas locales y otras comunidades regionales.
3. Prevenir de inmediato el restablecimiento de rutas de contrabando de armas iraníes hacia el Líbano a través del territorio sirio y los cruces fronterizos.
4. Continuar destruyendo sistemas de armas pesadas estratégicas en toda Siria, incluidas redes de defensa aérea, sistemas de misiles e instalaciones de defensa costera.

Israel también expresó sus demandas de que todo el territorio sirio al sur de Damasco fuera desmilitarizado, incluidas las provincias de Quneitra, Daraa y Suwayda y que no tolerará amenazas contra los drusos en el sur de Siria.

## Eventos

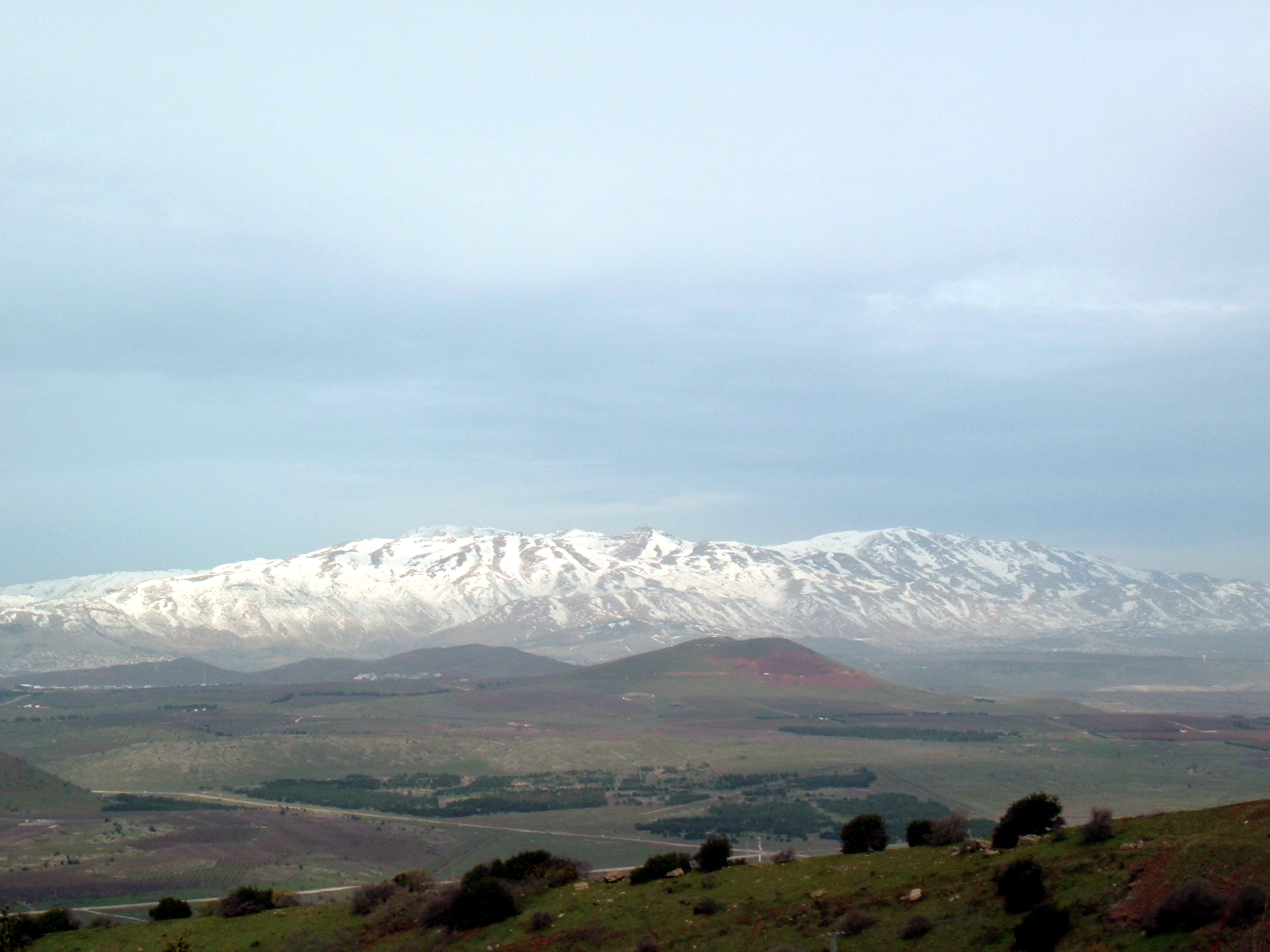
El monte Hermón, visto desde el monte Bental en los Altos del Golán.

Tras el avance de la oposición siria en el sur, Israel reforzó la 201.º División y desplegó tropas adicionales en los Altos del Golán para prevenir posibles amenazas. Cuando las fuerzas de la oposición siria ocuparon por primera vez la ciudad meridional de Hader, se informó de que las FDI habían avanzado más hacia los Altos del Golán para repeler un ataque a un puesto de las Naciones Unidas en la zona.
Tras el avance de la oposición siria en el sur, Israel reforzó la División 201 y desplegó tropas adicionales en los Altos del Golán para prevenir posibles amenazas. Cuando las fuerzas de la oposición siria ocuparon por primera vez la ciudad meridional de Hader, se informó de que las FDI habían avanzado más hacia los Altos del Golán para repeler un ataque a un puesto de las Naciones Unidas en la zona.

### 2024

#### Diciembre
8 de diciembre

La Radio del Ejército israelí informó que unidades blindadas israelíes, incluidos los principales tanques de batalla, cruzaron la valla fronteriza establecida en los Altos del Golán durante operaciones en la madrugada. La Radio del Ejército israelí afirmó que las Fuerzas de Defensa de Israel y el Comando Norte iniciaron la operación para reforzar su «frontera» con Siria.

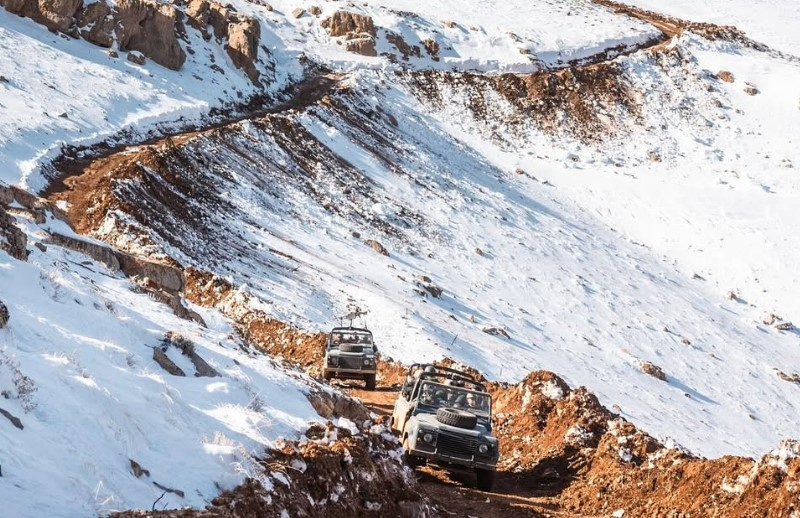
Soldados de la unidad Shaldag en el lado sirio del monte Hermón, en diciembre de 2024.

El avance militar se extendió a la gobernación de Quneitra, y un número considerable de fuerzas entraron en la ciudad de Khan Arnabeh. La Fuerza Aérea Israelí llevó a cabo operaciones selectivas contra las instalaciones de almacenamiento de armas en el sur de Siria para evitar que cayeran en manos de las fuerzas de la oposición. Además, las FDI reforzaron significativamente su presencia dentro de la zona de amortiguación establecida. Los medios sirios informaron que las fuerzas israelíes habían avanzado hacia el centro de la ciudad de al-Baath.
Tras el avance hacia la gobernación de Quneitra y el lado del monte Hermón controlado por Siria por parte de la Unidad de Fuerzas Especiales israelíes S101 (Shaldag), Netanyahu emitió una declaración diciendo que el acuerdo de alto el fuego de 1974 había colapsado cuando los soldados sirios abandonaron sus puestos en los Altos del Golán, y que el área iba a ser ocupada temporalmente para «asegurar que ninguna fuerza hostil se incruste junto a la frontera de Israel». Durante la toma de posesión, las FDI ordenaron a los habitantes de las ciudades fronterizas que permanecieran dentro hasta nuevo aviso. Israel también bombardeó y comenzó varios ataques aéreos sobre Damasco y, según Omar Alhariri, otras partes del sur de Siria. Más tarde, Israel también bombardeó intensamente la base aérea de Mezzeh. Al-Arabiya informó que Israel había tomado el control de Tell al-Hara.
La Fuerza Aérea Israelí llevó a cabo una serie de bombardeos contra instalaciones de almacenamiento de armas, que Israel consideraba amenazas estratégicas, en el sur de Siria para evitar que cayeran en manos de las fuerzas de la oposición. Los funcionarios israelíes afirmaron que los objetivos incluían pequeñas reservas de armas químicas, principalmente gas mostaza y gas VX, baterías equipadas con radar, vehículos de misiles de defensa aérea de fabricación rusa y reservas de misiles Scud. Los Cascos Blancos informaron que: «no hubo evidencia de humos tóxicos inusuales durante la extinción del fuego y no se observaron casos de asfixia entre los civiles». Según se informa, Israel también lanzó ataques aéreos contra las sedes de inteligencia y aduanas sirias, y se informó de explosiones en sus ubicaciones en Damasco. Más tarde, Israel también bombardeó intensamente la base aérea de Mezzeh.
9 de diciembre

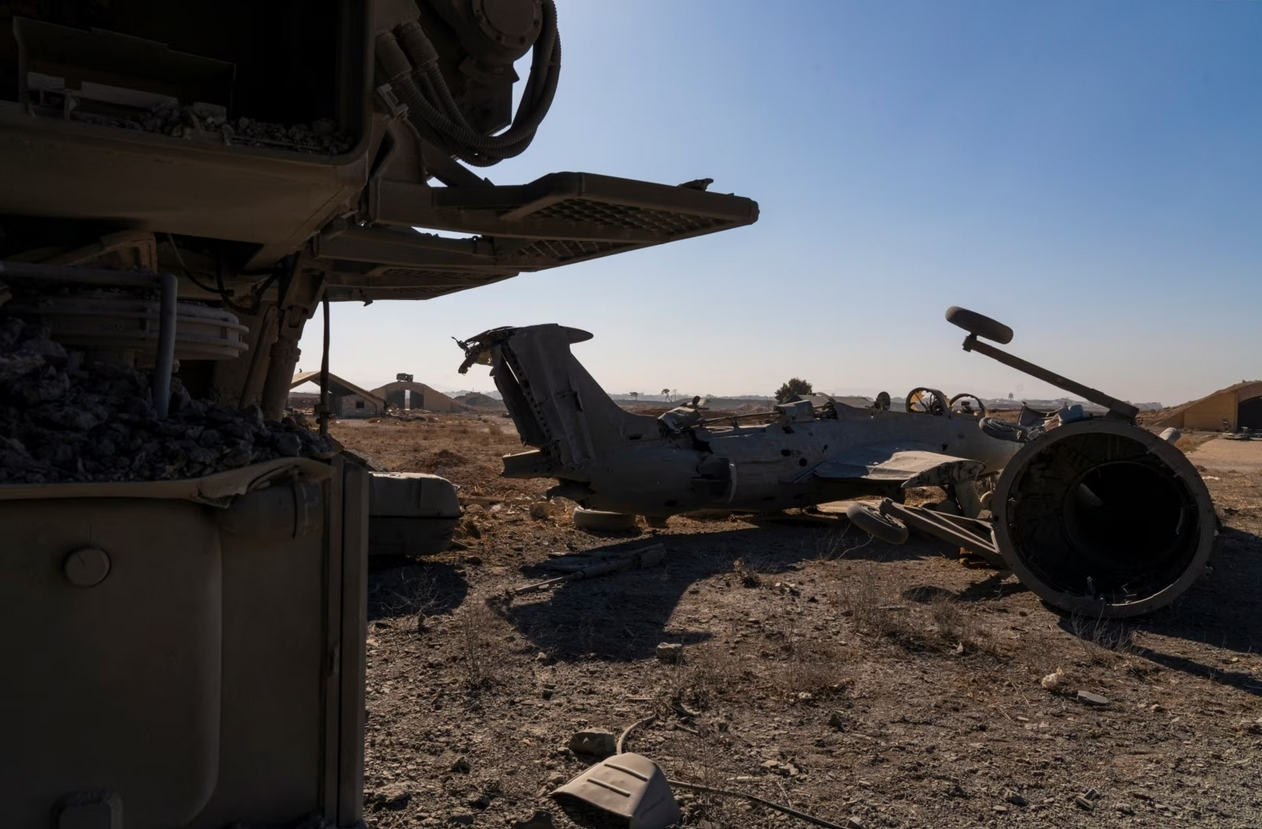
Un avión de guerra sirio destruido por ataques aéreos israelíes en la base aérea de Mezzeh

Israel llevó a cabo varios ataques aéreos en las gobernaciones de Daraa y Suwayda, en el sur de Siria. Se informó de seis ataques aéreos en una base aérea al norte de Suwayda, mientras que otros muchos tuvieron como objetivo depósitos de munición en Nawa y la zona rural de Daraa. Al anochecer, la Fuerza Aérea y la Armada israelíes habían atacado activos navales en el puerto de Latakia, y un supuesto centro de producción de armas químicas en Barzeh, y el aeropuerto de Qamishli en el norte de Siria. Estos aproximadamente 200 ataques aéreos, incluidos ataques en Damasco, Daraa, Latakia y Hama, destruyeron docenas de aviones de combate y helicópteros en la primera fase y toda la flota naval siria en la segunda. Un alto funcionario israelí dijo que los ataques aéreos «persistirían en los próximos días».
10 de diciembre
Fotografías revelaron buques lanzamisiles de la clase Osa hundidos en el puerto de Latakia después de los ataques israelíes durante la noche anterior. Las FDI anunciaron que su fuerza aérea y su marina llevaron a cabo más de 480 ataques en Siria en el lapso de 48 horas, 350 de los cuales tuvieron como objetivos aeródromos, baterías antiaéreas, misiles, drones, aviones de combate, tanques y sitios de producción de armas, destruyendo entre el 70 % y el 80 % de las armas estratégicas de Siria. Agregó que quince buques de guerra fueron destruidos en los ataques en Minet el-Beida y Latakia.
11 de diciembre
Los judíos ortodoxos de Jabad imprimieron el Tanya, un texto religioso central de Jabad, desde un camión liviano en tierra siria, en la base del monte Hermón, a poca distancia al este de la línea púrpura.
12 de diciembre

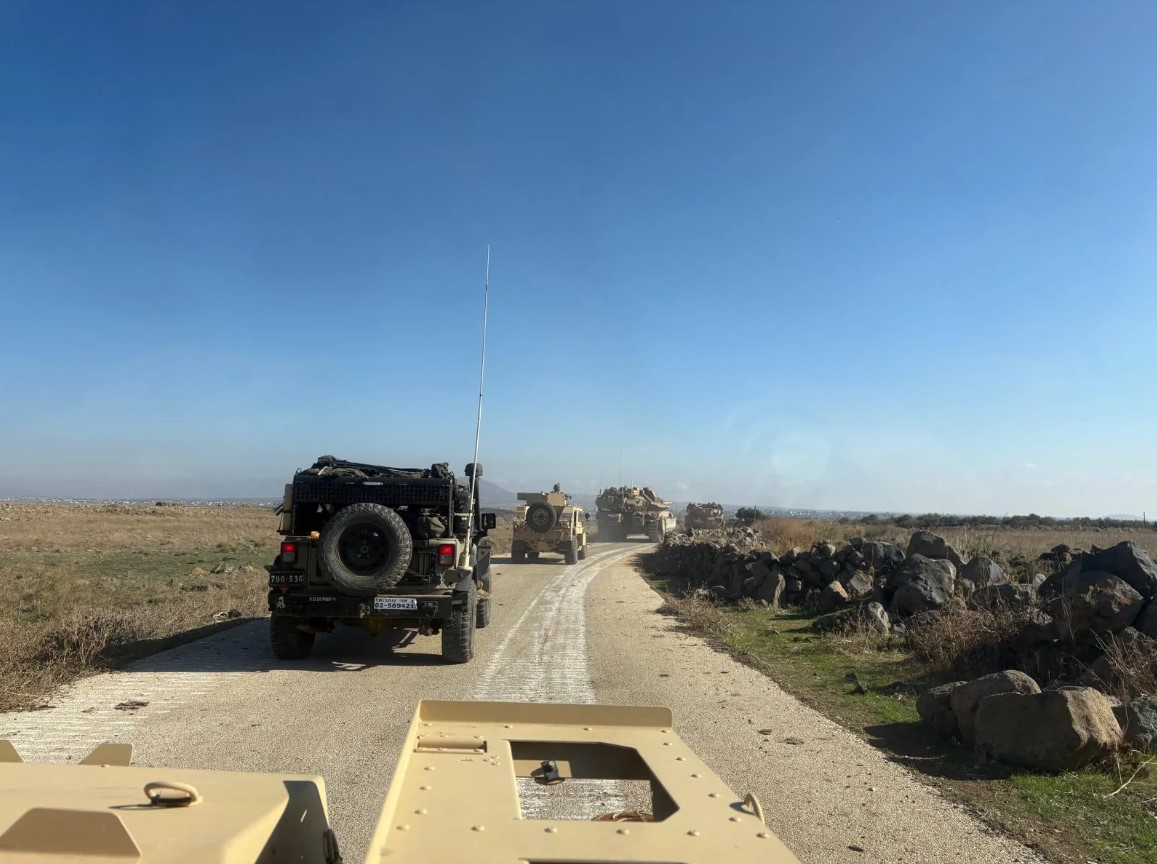
Soldados de la Brigada Paracaidista israelí durante la invasión de Siria

Los residentes sirios de Hader, Hamidiya y Umm Batna en la gobernación de Quneitra fueron expulsados de sus hogares después de que las FDI ingresaran con vehículos militares, y las tropas israelíes posteriormente investigaron Umm Batna en su totalidad.
12 y 13 de diciembre
Según fuentes sirias, las fuerzas israelíes celebraron reuniones oficiales con representantes de la comunidad local en la zona de la cuenca del río Yarmuk, en el suroeste de la gobernación de Daraa, utilizando, al parecer, altavoces y un dron que volaba a baja altura para transmitir mensajes en los que se instaba a que se celebraran reuniones y se establecieran requisitos. Según se informó, el ejército israelí formuló requisitos específicos de seguridad para la población local, incluida la entrega de todas las armas en la aldea, el cumplimiento de las operaciones de registro de viviendas y la prohibición de la resistencia armada contra cualquier operación militar. Fuentes sirias también afirmaron que las tropas israelíes utilizaron altavoces para advertir a los habitantes de la zona que abandonaran sus residencias.
15 de diciembre
Israel intentó despoblar varias aldeas sirias en la parte recientemente ocupada de los Altos del Golán. Después de que los residentes se negaran, Israel comenzó a destruir las redes de electricidad y agua en las aldeas para intentar desalojarlos por la fuerza. El gobierno israelí también declaró que ampliaría los asentamientos israelíes en los Altos del Golán. Netanyahu anunció planes para duplicar la población de los Altos del Golán en una declaración el día 15, diciendo que Israel seguiría reteniéndolo y que «fortalecer el Golán es fortalecer el Estado de Israel».
16 de diciembre
Por la noche Israel atacó los sistemas de radar y defensa aérea en Tartus y Damasco, y los ataques a Tartus utilizaron municiones notablemente pesadas. En los ocho días desde la caída del gobierno de Asad, Israel atacó Siria alrededor de 600 veces. El corresponsal de Al Jazeera, Resul Serdar, dijo que «Israel está siguiendo una estrategia de disminución de la capacidad de defensa aérea de este país y también de sus fuerzas aéreas». Una fuente de seguridad israelí de alto rango lo describió como la «mayor operación aérea llevada a cabo por su fuerza aérea en su historia». Un ex comandante rebelde afirmó que «necesitarán décadas para reconstruir un ejército nacional sirio». Un informe de un periódico turco afirmó que Assad dio información sobre los sitios militares sirios a Israel a cambio de un pasaje seguro para salir del país.
17 de diciembre
Netanyahu se reunió con el ministro de Defensa, Israel Katz, el jefe del Estado Mayor, Herzi Halevi, el comandante del Comando Norte, Ori Gordin, y el jefe del Shin Bet, Ronen Bar, en el lado sirio del monte Hermón, donde mantuvieron una reunión informativa sobre seguridad y visitaron puestos de avanzada en la cumbre. Durante una declaración en video filmada en la cumbre, Netanyahu dijo que las FDI permanecerían en Siria «hasta que se encuentre otra solución que garantice la seguridad de Israel».
18 de diciembre

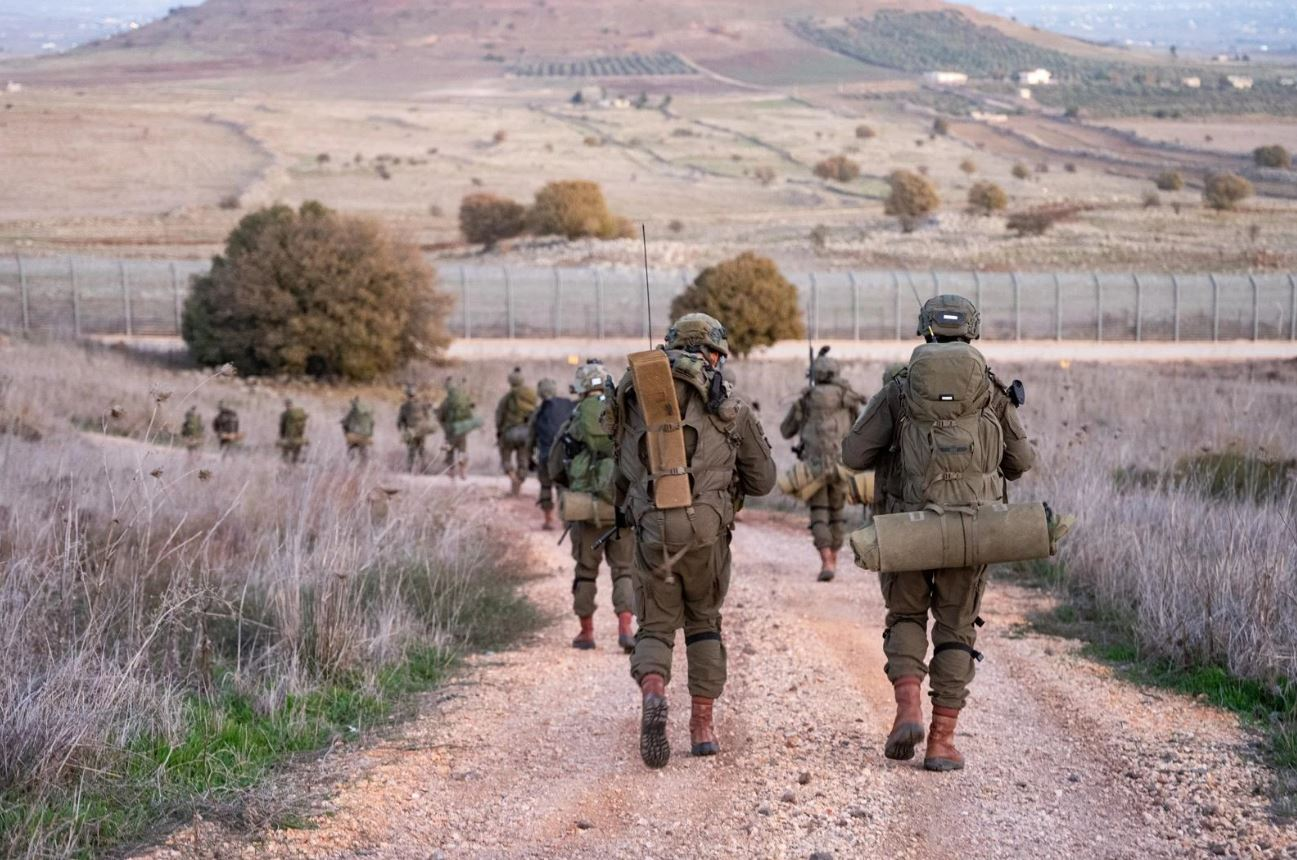
Soldados de la 35.ª Brigada de Paracaidistas israelí cruzan la valla fronteriza en los Altos del Golán, diciembre de 2024.

Más de 100 familias sirias habían sido expulsadas por la fuerza de los Altos del Golán por el ejército israelí. Los testigos describen que los soldados israelíes habían abierto fuego contra ellos y sus casas. Las fuerzas de paz de las Naciones Unidas han estado retirando banderas israelíes en la zona recientemente ocupada.
19 de diciembre
Se informó que el ejército israelí está impidiendo a los agricultores sirios de Ma'ariya acceder a sus campos.
20 de diciembre
El ejército israelí ocupó otras dos aldeas sirias, Jamlah y Maarab, y luego disparó contra los sirios que protestaban contra la ocupación israelí.
25 de diciembre
El ejército israelí disparó contra los manifestantes en las aldeas sirias de Suweisa y Diwaya Al-Kabira, en la gobernación de Quneitra.
29 de diciembre
Once personas, en su mayoría civiles, murieron en lo que se cree que fue un ataque aéreo israelí contra un antiguo depósito de armas del ejército sirio en Adra, cerca de Damasco.
30 de diciembre
Las fuerzas israelíes avanzaron hacia Madinat al-Baath y registraron las oficinas administrativas locales. Ese mismo día, el profesor militar israelí Rami Simani afirmó que Siria «nunca ha tenido un derecho real a existir» y que «Israel puede y debe hacer que Siria desaparezca», abogando por una partición de Siria.

### 2025

#### Enero
9 de enero
Funcionarios israelíes dijeron que iban a ocupar «a largo plazo» una «zona de control» de 15 km y una «esfera de influencia» de 60 km más al interior de Siria.
15 de enero
La Fuerza Aérea israelí atacó un convoy de vehículos de la milicia Hay'at Tahrir al-Sham en la provincia de Quneitra, matando a dos miembros del HTS y al alcalde de una aldea local. Fue la primera vez que Israel atacó a las fuerzas del HTS desde la caída del régimen de Asad.
31 de enero
Las tropas israelíes se enfrentaron con cinco rebeldes sirios partidarios de Asad en Trinjeh. The Jerusalem Post informó que el Frente de Resistencia Islámica en Siria fue responsable del ataque, pero la Resistencia Popular Siria se atribuyó la responsabilidad, afirmando que varios soldados israelíes resultaron heridos y que varios vehículos resultaron dañados. Las FDI afirmaron que no sufrieron bajas.

#### Febrero
2 de febrero
Las FDI establecieron puestos avanzados y bases militares cerca de Jubata al-Khashab y las aldeas circundantes y funcionarios israelíes hicieron llamamientos a favor de la construcción de más asentamientos israelíes en los Altos del Golán.
11 de febrero
La Radio del Ejército israelí informó que Israel prolongaría la ocupación del territorio recientemente invadido en Siria durante todo el año 2025.
23 de febrero
Las FDI confirmaron que habían construido al menos nueve puestos militares en Siria, incluidos dos en el monte Hermón y siete en la zona de amortiguación.
25 de febrero
Las FDI completaron incursiones en el sur de Rif Dimashq, en las aldeas de Al-Kiswa y Daraa, en las cercanías de la ciudad de Izra y penetrando en las afueras de la aldea de Al-Bakar, y penetraron en las fronteras administrativas entre las gobernaciones de Daraa y Quneitra en el sur de Siria y la zona de Ain al-Bayda en la zona rural de Quneitra en el sur de Siria, tomando también las aldeas de Sidon Al-Golan y Sidon Al-Hanout en la zona rural de Quneitra. Esto se produjo después de los planes para instalar tecnología militar avanzada, vallas fronterizas y puestos de control en las fronteras de Gaza, Líbano y Siria.
Las nuevas autoridades sirias condenaron la ocupación israelí de tierras sirias en su diálogo nacional y exigieron la retirada de Israel. Horas más tarde, Israel llevó a cabo una serie de ataques aéreos en Damasco y el sur de Siria, un día después de que exigiera al gobierno de transición sirio la desmilitarización de Quneitra, Daraa y Suwayda. Al menos dos personas murieron al suroeste de Damasco.
27 de febrero
El Frente de Resistencia Islámica en Siria comenzó a formar células militares en el sur de Siria, probablemente con respaldo iraní.

#### Marzo
1 de marzo
Netanyahu y el ministro de Defensa, Israel Katz, ordenaron a las FDI que se prepararan para defender a la comunidad drusa en Jaramana tras los enfrentamientos entre las fuerzas de seguridad sirias y un grupo local llamado la brigada «Escudo de Jaramana» que dejaron un soldado sirio muerto.
8 de marzo
Las FDI anunciaron que habían llevado a cabo varias incursiones en el sur de Siria la semana anterior, capturando y destruyendo armas.
9 de marzo
Las tropas israelíes entraron en las localidades de Ruwaihina, Rasm al Halabi, ocuparon la carretera de Nabaa al Shaker y levantaron un control militar en la localidad de Majdulia. Además el jefe del Estado Mayor de las Fuerzas Armadas israelíes, Eyal Zamir, visitó la zona ocupada por Israel para realizar una «evaluación de la situación».
10 de marzo
Militares israelíes entraron con carros de combate en las localidades de Yadida y de Muallaqa, ambas en la gobernación de Quneitra.
El Observatorio Sirio para los Derechos Humanos denunció que Israel había llevado a cabo en las últimas horas diecisiete ataques aéreos contra instalaciones militares del antiguo ejército sirio. En concreto habrían atacado el antiguo cuartel del 89.º Regimiento de Artillería, varias plataformas de observación, carros de combate y el cuartel de la 12.ª Brigada cerca de Yabab.
11 de marzo
La agencia de noticias SANA informó que aviones israelíes llevaron a cabo varios ataques aéreos en los alrededores de las localidades de Jbab e Izraa, en el norte de Daraa.
13 de marzo
La aviación israelí bombardeó un edificio en Damasco que según dijeron era una sede de la Yihad Islámica Palestina y que según el Observatorio Sirio para los Derechos Humanos habría matado a una persona. Por el contrario la organización palestina afirmó que lo que Israel había bombardeado era una casa vacía.
17 de marzo
Las Fuerzas de Defensa de Israel (FDI) afirmaron que habían llevado a cabo ataques contra centros de mando y puestos militares que contenían armas y vehículos pertenecientes al régimen de Asad en el sur de Siria. La Agencia Árabe Siria de Noticias informó que dos personas murieron y otras diecinueve resultaron heridas en un ataque en la gobernación de Daraa.
19 de marzo
Israel lanzó su mayor incursión hasta el momento y capturó la aldea de Al-Adnaniyah, en la zona rural de la gobernación de Quneitra.
21 de marzo
Las FDI llevaron a cabo una serie de ataques aéreos contra un aeropuerto militar en Palmira, en la gobernación de Homs, ubicada en el centro del país.
25 de marzo
Varios vehículos militares israelíes realizaron una incursión en el valle de Al Raqqad, en la gobernación de Daraa, hasta llegar a la localidad de Yamalá y posteriormente instalaron un control en la carretera entre Yamalá y Saison y registraron e interrogaron a los viajeros. Además al menos seis civiles murieron en un enfrentamiento entre las tropas israelíes y residentes locales cuando las FDI trataron de entrar en la localidad de Koya, en la gobernación de Daraa, lo que llevó a Israel a atacar la zona con artillería y drones.
Israel llevó a cabo varios bombardeos contra objetivos militares en Palmira y la base aérea de Tiyas, en la gobernación de Homs. Al menos dos miembros del personal de seguridad sirio resultaron heridos.
26 de marzo
Israel bombardeó los alrededores del puerto de Latakia, en el oeste de Siria. Según el Observatorio Sirio para los Derechos Humanos al menos seis misiles alcanzaron «almacenes de munición» en la zona portuaria y los ataques habrían producido «daños materiales extensos» en el lugar.
31 de marzo
Ciudadanos armados derribaron un dron israelí mientras sobrevolaba la ciudad siria de Koya, en la zona rural de la gobernación de Daraa. Los restos del avión no tripulado cayeron en una zona abierta y no se reportaron víctimas.

#### Abril
El 2 y 3 de abril, la Fuerza Aérea Israelí lanzó una oleada de casi veinte ataques aéreos en un lapso de apenas 30 minutos contra distintos puntos del país que destruyeron «casi por completo» el aeropuerto militar de Hama, donde murieron al menos cuatro militares y otros doce resultaron heridos. Además, la cadena Syria TV informó de que las tropas israelíes mataron al menos a diez personas en la gobernación de Daraa, en el suroeste de Siria, tras bombardear el bosque Jubailiya, ubicado entre las localidades de Tsil y Nawa. Ese mismo día, aviones de combate israelíes llevaron a cabo una serie de ataques aéreos contra objetivos militares sirios en las áreas de Al Kiswá y Al Muqaylibá, a las afueras de la capital, Damasco. En los bombardeos murieron once personas. Además, fuerzas israelíes llevaron a cabo una profunda incursión en la gobernación de Daraa, avanzando hacia Nawa. Las mezquitas exhortaron a los residentes a defender la ciudad y unos 2000 hombres con rifles de caza o sin armas se movilizaron para impedir que los israelíes capturaran la cercana presa de Jabiliya, cuyo embalse suministra agua a Nawa y los asentamientos circundantes. En respuesta, las fuerzas israelíes realizaron ataques con drones que mataron a nueve personas, aunque luego se retiraron. Miles de personas asistieron a los funerales de los asesinados al día siguiente, incluido el gobernador de Daraa, Anwar al-Zoubi.
El 5 de abril, las FDI informaron que se habían incautado de carros de combate, vehículos blindados de transporte de tropas, obuses, morteros y abundante munición en una incursión en instalaciones del antiguo Ejército de Bashar al Assad en el suroeste del país.
El 10 de abril, el periódico israelí Ynet informó que soldados israelíes habían estado disparando contra pastores sirios y que 100 ovejas habían sido asesinadas. Los israelíes también impidieron a los agricultores sirios acceder a sus tierras de cultivo y dispararon y amenazaron a los civiles sirios en la presa Al-Mantra en Quneitra.
El 11 de abril, el ejército israelí comenzó a organizar visitas turísticas para civiles a los territorios ocupados en Siria, incluido el lado sirio del monte Hermón y las granjas de Shebaa, el valle del río Ruqqad y algunos restos del ferrocarril del Hiyaz. Ante preguntas del diario israelí Haaretz, el ejército israelí declaró que las visitas no suponen ningún problema ya que tienen lugar «dentro de Israel».
El 29 de abril, estallaron enfrentamientos en Jaramana cuando fuerzas de seguridad y hombres armados irrumpieron en el suburbio de mayoría drusa y cristiana, como resultado del enfrentamiento catorce personas, entre ellas siete combatientes drusos, murieron. El ministro de Finanzas israelí, el ultraderechista Bezalel Smotrich, declaró que la «lucha no se terminará» hasta que «Gaza está limpia de Hamás y cientos de miles de gazatíes están saliendo de allí hacia otros países», Siria sea «dividida» y Hezbolá sea «desmantelada».
El 30 de abril, las FDI llevaron a cabo un ataque con drones en las afueras de Damasco contra un grupo armado que supuestamente se estaba preparaba para atacar a la comunidad drusa en Suwayda. El gobierno sirio afirmó que un agente de seguridad murió y varios resultaron heridos. Este ataque ocurrió poco después de que Mowafaq Tarif, un líder druso en Israel, presionara al gobierno israelí para que «actuara» en interés del grupo religioso minoritario.

#### Mayo
El 1 de mayo, un soldado israelí murió y otros tres resultaron levemente heridos en un accidente automovilístico durante una operación militar en la Ruta 98, cerca de Ramat Magshimim, en el sur de los Altos del Golán ocupados por Israel.
El 2 de mayo, el Ejército de Israel llevó a cabo un ataque cerca del Palacio Presidencial, situado en la capital, Damasco, en lo que las autoridades israelíes describieron como «un claro mensaje al régimen sirio». El Observatorio Sirio para los Derechos Humanos (OSDH), informó que el ataque tuvo como objetivo la zona del monte Qasiún, donde está el palacio aunque no se reportaron víctimas. Más tarde ese mismo día, el OSDH informó de al menos veinte ataques israelíes contra instalaciones militares en Siria. Según la Agencia Árabe Siria de Noticias (SANA), los ataques ocurrieron en Damasco, Latakia, Hama y Daraa, causando la muerte de una persona en Harasta y heridas a otras cuatro en Hama. 
Ese mismo día, el Gobierno de Siria denunció la muerte de cuatro civiles drusos en «un ataque israelí» en la localidad de Kanaker, en la gobernación de As-Suwayda, en el sur del país.
El secretario general de Naciones Unidas, António Guterres, condenó los últimos ataques lanzados por Israel sobre Siria ya que representan «una violación de la soberanía» y solicitó que Israel respete «la soberanía, la unidad, la integridad territorial y la independencia de Siria».
El 3 de mayo, las FDI anunciaron el envío de tropas al sur de Siria, listas para «impedir la entrada de fuerzas hostiles en la zona de las aldeas drusas» en medio de los sangrientos enfrentamientos en la zona. También evacuaron a quince drusos sirios heridos en los enfrentamientos a hospitales en Israel durante la semana.
El 9 de mayo, siete periodistas de la BBC árabe, entre ellos Feras Kilani, fueron detenidos a punta de pistola por soldados israelíes mientras filmaban en la zona de un puesto de control sin vigilancia, a unos 200 kilómetros de Quneitra. Los soldados los llevaron a una habitación en el cruce entre Quneitra y los Altos del Golán, donde todos fueron esposados y con los ojos vendados excepto Kilani, a quien le dijeron que sería tratado de manera diferente. El equipo estuvo retenido durante aproximadamente siete horas, durante las cuales los desnudaron, los interrogaron y les borraron las fotos de sus teléfonos y computadoras portátiles.
El 30 de mayo, las FDI informaron que habían llevado a cabo ataques aéreos contra instalaciones que almacenaban misiles antibuque que según dijeron representaban una amenaza para la libertad de navegación marítima internacional e israelí, así como componentes de misiles tierra-aire en la zona de Latakia. El Observatorio Sirio para los Derechos Humanos (SOHR) informó que los ataques israelíes alcanzaron bases militares en las afueras de Tartús y Latakia, y la agencia de noticias SANA informó que un civil murió y otros tres resultaron heridos cerca de Zama, en el distrito de Jableh.

#### Junio

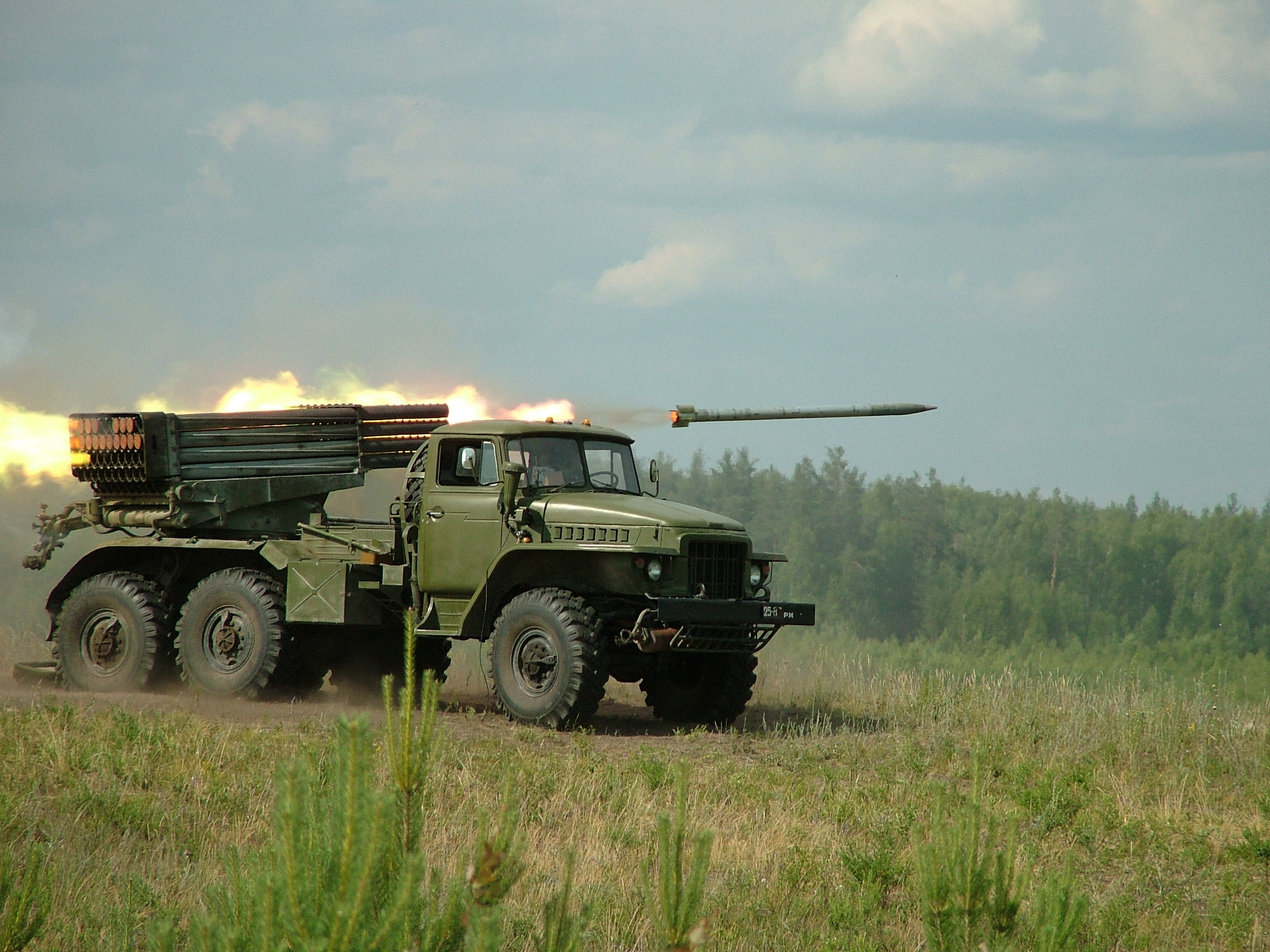
Un sistema múltiple de lanzamiento de cohetes, BM-21 «Grad» similar al utilizado para atacar los Altos del Golán

El 3 de junio, una andanada de cohetes Grad fue disparada contra Israel desde Tasil, lo que hizo sonar las sirenas en el norte de Israel y los Altos del Golán. Los cohetes impactaron en zonas abiertas cerca de Ramat Magshimim, un asentamiento israelí situado en los Altos del Golán ocupados por Israel, las FDI respondieron con fuego de artillería. Minutos después se produjo un segundo ataque, pero no está claro si provino de Siria. Un grupo llamado Brigadas del Mártir Muhammad al-Deif se atribuyó la responsabilidad del ataque.
El 4 de junio, las FDI lanzaron varios ataques aéreos contra lo que dijeron que eran armas pertenecientes al Ejército de Siria. El ataque tuvo lugar poco después de que se lanzaran dos proyectiles desde territorio sirio hacia los Altos del Golán ocupados por Israel, de los cuales el ministro israelí de Defensa, Israel Katz, responsabilizó a Ahmed al-Charaa. El Ministerio de Asuntos Exteriores sirio afirmó que los ataques causaron «importantes pérdidas humanas y materiales» en el sur de Siria. El Observatorio Sirio para los Derechos Humanos (SOHR) informó de «violentas explosiones» en el sur de Siria, especialmente en Quneitra y Daraa.
El 8 de junio,  un ataque israelí contra un vehículo que circulaba por las proximidades de una granja de Beit Jinn, en el suroeste de Siria, causó la muerte de una persona y heridas a otras dos. Las FDI dijeron que el objetivo era un militante de Hamás. Hasta ese día el Observatorio Sirio de Derechos Humanos había documentado 61 ataques aéreos israelíes contra territorio sirio desde principios de 2025, 51 de ellos aéreos y 10 terrestres.
El 12 de junio, fuentes sirias informaron que alrededor de 100 soldados israelíes asaltaron Beit Jinn, matando a una persona y deteniendo a otras siete. Las FDI afirmaron haber arrestado a varios operativos de Hamás que planeaban ataques contra Israel y que también habían descubierto armas en la zona, aunque los aldeanos negaron cualquier vínculo con Hamás. El Ministerio del Interior de Siria denunció que «las fuerzas de ocupación» llevaron a cabo «redadas y detenciones contra varios ciudadanos, incluyendo el secuestro de siete personas» en Beit Jan. «Esta escalada ha sido acompañada por disparos directos contra la población» y aseguró que estas «provocaciones constituyen una flagrante violación de la soberanía de la República Árabe Siria y una violación de las leyes y convenciones internacionales».
El 19 de junio, las fuerzas israelíes avanzaron al menos 1,5 km hacia varias localidades de la gobernación de Quneitra. Según fuentes locales, soldados israelíes destruyeron al menos quince viviendas y vastas áreas de bosques y tierras agrícolas.

#### Julio
El 14 de julio, las FDI efectuaron varios ataques aéreos contra tanques y vehículos blindados sirios en la gobernación de Sueida, en el sur del país. El ataque tuvo lugar tras el estallido de violencia entre milicias drusas y beduinas que provocaron cerca de 40 muertos.

Daños en el complejo del Estado Mayor sirio en Damasco tras los ataques aéreos israelíes del 16 de julio de 2025

El 16 de julio, las FDI bombardearon la entrada al cuartel general militar sirio en Damasco como advertencia, citando preocupaciones de seguridad por el despliegue del ejército sirio en Suwayda para restablecer el orden en medio de los enfrentamientos de julio de 2025 en el sur de Siria. Ataques más fuertes tuvieron como objetivo el complejo del cuartel general militar sirio y causaron grandes daños y destrucción al edificio principal; ataques posteriores tuvieron como objetivo las inmediaciones del Palacio Presidencial en Damasco. El Ministerio de Salud sirio informó de al menos tres muertos y 34 heridos como resultado de los ataques israelíes. Ese mismo día, Israel también llevó a cabo ataques aéreos contra varios objetivos en las gobernaciones de Suwayda y Dorra, incluida la base aérea militar de Al-Tha'lah y otros objetivos militares.

## Ampliación de la zona de ocupación israelí
Antes de la invasión, la Línea Púrpura constituía la línea de alto el fuego mutuamente reconocida y aprobada por la ONU entre las partes israelí y siria del Golán. El cruce de Quneitra era el punto de cruce oficial, utilizado tanto por el personal de la ONU como por los residentes drusos del Golán. Tras la invasión y la expansión de la ocupación israelí, se formó una nueva línea que delimitaba las posiciones israelíes al norte. Un puesto de control se encuentra al noroeste de Hadar, Siria, mientras que otros se encuentran en las entradas a otros pueblos. También hay informes de que las tropas israelíes han establecido puestos de control entre Beqaasem, Rima y Arnah, con vistas a la montaña Jabal Barbar en las alturas del monte Hermón. Más allá de los puestos de control, las FDI han estado construyendo una trinchera de 6 metros de profundidad y 20 pies de longitud.

## Negociaciones de Paz
Desde finales de junio de 2025, Israel y Siria mantienen conversaciones avanzadas, mediadas por Estados Unidos, con el objetivo de cesar las hostilidades y normalizar las relaciones. Se ha planteado la posibilidad de que Siria se adhiera a los Acuerdos de Abraham, aunque Israel ha insistido en mantener el control de los Altos del Golán. El ministro de Asuntos Exteriores sirio, Asaad al-Shaibani, declaró que Siria aspira a volver a los términos del acuerdo de retirada de 1974 con Israel. Entre los principales obstáculos está la exigencia de Siria de que Israel deje de operar o atacar objetivos dentro del territorio sirio. Los medios de comunicación israelíes informaron de propuestas que implican la posible recuperación de un tercio de los Altos del Golán por parte de Siria y la anexión de regiones sunitas del norte del Líbano y del valle de la Becá, incluida la ciudad de Trípoli, a cambio de la paz con Israel.

## Análisis de la prensa
En una entrevista con Al Jazeera, Robert Geist Pinfold, profesor de Paz y Seguridad Internacional en la Universidad de Durham, dijo que: «Se supone que los Altos del Golán son una zona de amortiguación para proteger al resto de Israel. Así que ahora lo que Israel está haciendo es básicamente argumentar que necesita una zona de amortiguación, para proteger su zona de amortiguación, es decir, proteger al resto de Israel, y uno tiene que preguntarse dónde termina todo esto». Los residentes de la región expresaron comentarios similares, diciendo que no están seguros de cuánto tiempo permanecerá Israel, especialmente si planean mantener las fronteras tranquilas «por la fuerza». Otros estuvieron de acuerdo en que el futuro es incierto, dado que la situación ha «cambiado completamente». El ex primer ministro israelí Ehud Olmert no estuvo de acuerdo, diciendo que Israel tiene «suficientes problemas con los que lidiar», y cuestionó la idea de expandir aún más la zona de amortiguación.
Según Axios, la administración Trump cree que Netanyahu bombardeó Siria en julio de 2025 debido a la presión interna de la minoría drusa israelí y otras consideraciones políticas.

## Reacciones

### Israel
El gobierno de Israel dijo que estaba llevando a cabo una operación militar temporal, que Estados Unidos había sido notificado antes de entrar y que el Estado de Israel «no interfiere en el conflicto interno dentro de Siria». Las FDI dijeron que «pueden terminar quedándose allí en el futuro previsible». Yair Lapid, el líder de la oposición, apoyó la operación pero criticó la gestión de Netanyahu, diciendo: «No habría ido a la frontera para hacer declaraciones provocativas a la prensa y ponernos en conflicto con el nuevo gobierno sirio». El 11 de febrero de 2025, la Radio del Ejército de Israel informó que la presencia de las FDI en Siria se prolongaría durante todo 2025.
El 23 de febrero de 2025, el primer ministro israelí, Benjamin Netanyahu, exigió la desmilitarización completa del sur de Siria en las provincias de Quneitra, Daraa y Suweyda, y la retirada de las fuerzas sirias del territorio sirio al sur de Damasco. El ministro de Defensa israelí, Israel Katz, dijo que las fuerzas israelíes permanecerían en el sur de Siria «por un período de tiempo indefinido para proteger a nuestras comunidades y frustrar cualquier amenaza».
El 29 de abril, el ministro de Finanzas de Israel, el ultraderechista Bezalel Smotrich, afirmó en un discurso en Cisjordania que la «lucha no se terminará» hasta que «cientos de miles de palestinos» abandonen la Franja de Gaza, Siria sea «dividida» y «Hezbolá» sea «desmantelado».

### Siria
El líder de facto sirio, Ahmed al-Sharaa, declaró que están comprometidos con el acuerdo de 1974 y que no quieren ningún conflicto, ni con Israel ni con ningún otro país. También afirmó que no permitirán que Siria sea utilizada para atacar a otros países como Israel. El embajador de Siria ante la ONU, Qusay al-Dahhak, pidió al Consejo de Seguridad de las Naciones Unidas que obligue a Israel a cesar inmediatamente sus ataques y retirarse a la Línea Púrpura (línea de alto el fuego). Al-Sharaa criticó las acciones de Israel, diciendo que no pueden justificar sus recientes acciones en Siria, pero también afirmó que su país no estaba en posición de verse arrastrado a un nuevo conflicto.

### Naciones Unidas
El 26 de marzo, el enviado especial de Naciones Unidas para Siria, Geir Pedersen, apeló al Consejo de Seguridad de la ONU para que exigiera a Israel un compromiso de que su presencia en Siria «es temporal», puesto que «debe retirarse y respetar la soberanía, la integridad territorial, la unidad y la independencia» de Siria. Además reafirmó que los pretextos utilizados anteriormente por Israel para justificar su invasión han sido completamente refutados.
El portavoz del secretario general Antonio Guterres, Stéphane Dujarric, dijo que la expansión de la ocupación por parte de Israel era una violación del acuerdo de paz de 1974. El 10 de diciembre, Dujarric declaró: «Nos oponemos a este tipo de ataques. Creo que este es un punto de inflexión para Siria. No debería ser utilizado por sus vecinos para invadir el territorio sirio».

### Internacional
- Liga Árabe: condenó «los intentos de ampliar la ocupación en los Altos del Golán o de anular unilateralmente el acuerdo de retirada de 1974, acciones que violan flagrantemente el derecho internacional«.[211]

- Egipto: condenó las acciones de Israel por «explotar la actual inestabilidad de Siria para expandir su ocupación e imponer un nuevo hecho consumado, una clara violación del derecho internacional».[212]

- Francia: el Ministerio de Asuntos Exteriores de Francia pidió a Israel «retirarse de la zona y respetar la soberanía y la integridad territorial de Siria», calificando la invasión militar israelí de violación del acuerdo de 1974.[213]

- Irán: el portavoz del Ministerio de Asuntos Exteriores dijo que «Esta agresión es una flagrante violación de la Carta de las Naciones Unidas» y «exigimos una respuesta inmediata del Consejo de Seguridad de la ONU para detener la agresión y exigir cuentas al régimen de ocupación».[214]

- Irak: el Ministerio de Asuntos Exteriores de Irak emitió un comunicado condenando los ataques israelíes contra Siria como una «acción que constituye una flagrante violación del derecho internacional y las resoluciones internacionales pertinentes» y pidió al Consejo de Seguridad de la ONU que «cumpla con sus responsabilidades condenando esta flagrante agresión y tomando las medidas necesarias para poner fin a estas violaciones».[215]

- Jordania: el vice primer ministro y ministro de Asuntos Exteriores, Ayman Safadi, condenó la invasión, afirmando que «viola el derecho internacional».[216] El 26 de febrero de 2025, el rey Abdullah II de condenó los ataques israelíes contra Siria.[217] Posteriormente su Ministerio de Exteriores, «reiteró su rechazo absoluto y condena» y advirtió sobre el «potencial de inestabilidad regional».[208]

- Pakistán: el portavoz del Ministerio de Asuntos Exteriores afirmó que la invasión era una grave violación del derecho internacional y un acontecimiento peligroso en una región ya de por sí volátil, y también expresó su pleno apoyo a la soberanía e integridad territorial de Siria y pidió una acción internacional inmediata para poner fin a las violaciones de Israel.[218]

- Catar: condenó la incursión israelí, que consideró «un acontecimiento peligroso; un ataque flagrante a la soberanía y la unidad de Siria; y una flagrante violación del derecho internacional».[219]

- Arabia Saudita: el Ministerio de Asuntos Exteriores denunció las actividades de Israel, afirmando que «arruinarán la posibilidad de Siria de restaurar su seguridad».[220] Además acusó a Israel de «socavar la seguridad y estabilidad de Siria y la región mediante sus flagrantes y reiteradas violaciones del Derecho Internacional».[208]

- Turquía: el presidente Recep Tayyip Erdoğan declaró: «Digo claramente que el camino que el gobierno israelí insiste y mantiene obstinadamente no es, de hecho, un camino verdadero. La seguridad no se puede lograr derramando más sangre ni lanzando más bombas sobre civiles inocentes. Esto aplica no solo a Gaza y Palestina, sino también a Siria».[221] El Ministerio de Asuntos Exteriores condenó enérgicamente la entrada de Israel en la zona de amortiguación entre Israel y Siria y su avance hacia territorio sirio. El ministerio añadió que las acciones de Israel demuestran una «mentalidad de ocupación», especialmente en un momento crítico en el que la paz y la estabilidad en Siria están en camino. Turquía reiteró su apoyo a la soberanía, la unidad política y la integridad territorial de Siria.[222]